# SN 2006nn
SN 2006nn – supernowa typu Ia odkryta 29 października 2006 roku w galaktyce A014541-0103. W momencie odkrycia miała maksymalną jasność 22,40m.